# 14 août aux Jeux olympiques d'été de 2016
Le dimanche 14 août aux Jeux olympiques d'été de 2016 est le douzième jour de compétition.

## Programme
| Heure UTC-3 (Rio de Janeiro)                  |               |
| bleu                                          | Cérémonie     |
| neutre                                        | Épreuve       |
| or                                            | Finale        |
| orange                                        | Petite finale |
| rose                                          | Reporté       |
| gris                                          | Annulé        |
| Compétition masculine                         | Hommes        |
| Compétition féminine                          | Femmes        |
| Compétition mixte (hommes et femmes mélangés) | Mixte         |
| Compétition en couple (1 homme et 1 femme)    | Couple        |
| modifier                                      |               |

| Horaire | Discipline Spécialité | Discipline Spécialité                      | Discipline Spécialité                         | Phase                            | Résultats                                                                         | Références |
| ------- | --------------------- | ------------------------------------------ | --------------------------------------------- | -------------------------------- | --------------------------------------------------------------------------------- | ---------- |
| 7 h     |                       | Golf Parcours masculin                     | Compétition hommes                            | Finale                           | Henrik Stenson · Justin Rose · Matt Kuchar                                        |            |
| 8 h     |                       | Badminton Simple                           | Compétition hommes                            | Tours préliminaires              | -                                                                                 | -          |
| 8 h     |                       | Badminton Simple                           | Compétition femmes                            | Tours préliminaires              | -                                                                                 | -          |
| 9 h     |                       | Escrime Épée par équipes                   | Compétition hommes                            | 8es de finale                    | -                                                                                 | -          |
| 9 h     |                       | Escrime Épée par équipes                   | Compétition hommes                            | Quarts de finale                 | -                                                                                 | -          |
| 9 h     |                       | Escrime Épée par équipes                   | Compétition hommes                            | Demi-finales                     | -                                                                                 | -          |
| 9 h     |                       | Tir Carabine à 50 m 3 positions            | Compétition hommes                            | Qualifications                   | -                                                                                 | -          |
| 9 h 30  |                       | Athlétisme Marathon                        | Compétition femmes                            | Finale                           | Jemima Jelagat Sumgong · Eunice Jepkirui Kirwa · Mare Dibaba                      |            |
| 9 h 30  |                       | Handball Tournoi féminin                   | Compétition femmes                            | Tour préliminaire Poule A        | Monténégro 23-29 Brésil                                                           |            |
| 9 h 30  |                       | Volley-ball Tournoi féminin                | Compétition femmes                            | Tour préliminaire Groupe B       | Serbie 2-3 Pays-Bas                                                               |            |
| 10 h    |                       | Hockey sur gazon Tournoi masculin          | Compétition hommes                            | Quart de finale                  | Espagne 1-2 Argentine                                                             |            |
| 10 h    |                       | Lutte Gréco-romaine (-59 kg)               | Compétition hommes                            | Tours éliminatoires              | -                                                                                 | -          |
| 10 h    |                       | Lutte Gréco-romaine (-75 kg)               | Compétition hommes                            | Tours éliminatoires              | -                                                                                 | -          |
| 10 h    |                       | Tennis de table Par équipes                | Compétition hommes                            | Quarts de finale                 | -                                                                                 | -          |
| 11 h    |                       | Boxe Poids moyens (−75 kg)                 | Compétition femmes                            | Phase préliminaire               | -                                                                                 |            |
| 11 h    |                       | Boxe Poids mi-mouches (−49 kg)             | Compétition hommes                            | Finale                           | Hasanboy Dusmatov · Yuberjén Martínez · Joahnys Argilagos et Nico Hernández       |            |
| 11 h    |                       | Boxe Poids coq (−56 kg)                    | Compétition hommes                            | Phase préliminaire               | -                                                                                 |            |
| 11 h    |                       | Boxe Poids légers (−60 kg)                 | Compétition hommes                            | Demi-finale                      | -                                                                                 |            |
| 11 h    |                       | Boxe Poids super-légers (−64 kg)           | Compétition hommes                            | Phase préliminaire               | -                                                                                 |            |
| 11 h    |                       | Boxe Poids mi-lourds (−81 kg)              | Compétition hommes                            | Quart de finale                  | -                                                                                 |            |
| 11 h    |                       | Natation synchronisée Duo                  | Compétition femmes                            | Qualifications Épreuve technique | -                                                                                 | -          |
| 11 h 30 |                       | Handball Tournoi féminin                   | Compétition femmes                            | Tour préliminaire Poule B        | Suède 25-27 France                                                                |            |
| 11 h 35 |                       | Volley-ball Tournoi féminin                | Compétition femmes                            | Tour préliminaire Groupe A       | Corée du Sud 3-0 Cameroun                                                         |            |
| 12 h    |                       | Tennis Double                              | Compétition femmes                            | Finale                           | Ekaterina Makarova, Elena Vesnina 2-0 (6-4, 6-4) Timea Bacsinszky, Martina Hingis |            |
| 12 h    |                       | Tennis Double mixte                        | Compétition en couple (1 homme et 1 femme)    | Petite finale                    | Lucie Hradecká, Radek Štěpánek 2-0 (6-1, 7-5) Sania Mirza, Rohan Bopanna          |            |
| 12 h 15 |                       | Basket-ball Tournoi féminin                | Compétition femmes                            | Premier tour Groupe B            | Chine 62-119 États-Unis                                                           |            |
| 12 h 30 |                       | Hockey sur gazon Tournoi masculin          | Compétition hommes                            | Quart de finale                  | Belgique 3-1 Inde                                                                 |            |
| 13 h    |                       | Tir Carabine à 50 m 3 positions            | Compétition hommes                            | Finale                           | Niccolo Campriani · Sergueï Kamenskiy · Alexis Raynaud                            |            |
| 13 h    |                       | Voile Finn                                 | Compétition hommes                            | Manche 9                         | -                                                                                 | -          |
| 13 h    |                       | Voile 470                                  | Compétition hommes                            | Manche 7                         | -                                                                                 | -          |
| 13 h    |                       | Voile 470                                  | Compétition femmes                            | Manche 7                         | -                                                                                 | -          |
| 13 h    |                       | Voile Nacra 17                             | Compétition en couple (1 homme et 1 femme)    | Manche 10                        | -                                                                                 | -          |
| 13 h 30 |                       | Tennis Simple                              | Compétition hommes                            | Petite finale                    | Rafael Nadal 1-2 (2-6, 7-6, 3-6) Kei Nishikori                                    |            |
| 13 h 30 |                       | Tennis Double mixte                        | Compétition en couple (1 homme et 1 femme)    | Finale                           | Jack Sock, Bethanie Mattek-Sands 2-1(63-7, 6-1, 10-7) Venus Williams, Rajeev Ram  |            |
| 14 h    |                       | Gymnastique artistique Sol                 | Compétition hommes                            | Finale                           | Max Whitlock · Diego Hypólito · Arthur Mariano                                    |            |
| 14 h 15 |                       | Basket-ball Tournoi masculin               | Compétition hommes                            | Premier tour Groupe A            | États-Unis 100-97 France                                                          |            |
| 14 h 30 |                       | Voile RS : X                               | Compétition hommes                            | Finale                           | Dorian van Rijsselberghe · Nick Dempsey · Pierre Le Coq                           |            |
| 14 h 30 |                       | Voile RS : X                               | Compétition femmes                            | Finale                           | Charline Picon · Chen Peina · Stefania Elfutina                                   |            |
| 14 h 30 |                       | Voile Nacra 17                             | Compétition en couple (1 homme et 1 femme)    | Manche 11                        | -                                                                                 | -          |
| 14 h 40 |                       | Handball Tournoi féminin                   | Compétition femmes                            | Tour préliminaire Poule B        | Pays-Bas 34-38 Russie                                                             |            |
| 14 h 45 |                       | Gymnastique artistique Saut de cheval      | Compétition femmes                            | Finale                           | Simone Biles · Maria Paseka · Giulia Steingruber                                  |            |
| 15 h    |                       | Tennis Simple                              | Compétition hommes                            | Finale                           | Andy Murray 3-1 (7-5, 4-6, 6-2, 7-5) Juan Martín del Potro                        |            |
| 15 h    |                       | Équitation Saut d'obstacles individuel     | Compétition mixte (hommes et femmes ensemble) | Épreuve de qualification         | -                                                                                 | -          |
| 15 h    |                       | Tennis de table Par équipes                | Compétition hommes                            | Quarts de finale                 | -                                                                                 | -          |
| 15 h    |                       | Volley-ball Tournoi féminin                | Compétition femmes                            | Tour préliminaire Groupe B       | Italie 3-0 Porto Rico                                                             |            |
| 15 h 30 |                       | Badminton Simple                           | Compétition hommes                            | Tours préliminaires              | -                                                                                 | -          |
| 15 h 30 |                       | Badminton Simple                           | Compétition femmes                            | Tours préliminaires              | -                                                                                 | -          |
| 15 h 30 |                       | Basket-ball Tournoi féminin                | Compétition femmes                            | Premier tour Groupe B            | Sénégal 88-95 Serbie                                                              |            |
| 15 h 30 |                       | Gymnastique artistique Cheval d'arçons     | Compétition hommes                            | Finale                           | Max Whitlock · Louis Smith · Alexander Naddour                                    |            |
| 15 h 30 |                       | Voile Finn                                 | Compétition hommes                            | Manche 10                        | -                                                                                 | -          |
| 15 h 30 |                       | Voile 470                                  | Compétition hommes                            | Manche 8                         | -                                                                                 | -          |
| 15 h 30 |                       | Voile 470                                  | Compétition femmes                            | Manche 8                         | -                                                                                 | -          |
| 15 h 30 |                       | Water-polo Tournoi masculin                | Compétition hommes                            | Premier tour Groupe B            | États-Unis 10-7 Italie                                                            |            |
| 16 h    |                       | Beach-volley Tournoi féminin               | Compétition femmes                            | Quarts de finale                 | -                                                                                 | -          |
| 16 h    |                       | Cyclisme sur piste Vitesse individuelle    | Compétition femmes                            | Séries                           | -                                                                                 | -          |
| 16 h    |                       | Lutte Gréco-romaine (-59 kg)               | Compétition hommes                            | Repêchages                       | -                                                                                 | -          |
| 16 h    |                       | Lutte Gréco-romaine (-75 kg)               | Compétition hommes                            | Repêchages                       | -                                                                                 | -          |
| 16 h    |                       | Lutte Gréco-romaine (-59 kg)               | Compétition hommes                            | Finale                           | Ismael Borrero Molina · Shinobu Ota · Stig André Berge Rovsen Bayramov            |            |
| 16 h    |                       | Lutte Gréco-romaine (-75 kg)               | Compétition hommes                            | Finale                           | Roman Vlasov · Mark Madsen · Kim Hyeon-woo Saeid Abdevali                         |            |
| 16 h    |                       | Plongeon Tremplin à 3 mètres               | Compétition femmes                            | Finale                           | Shi Tingmao · He Zi · Tania Cagnotto                                              | -          |
| 16 h    |                       | Voile Nacra 17                             | Compétition en couple (1 homme et 1 femme)    | Manche 12                        | -                                                                                 | -          |
| 16 h 15 |                       | Gymnastique artistique Barres asymétriques | Compétition femmes                            | Finale                           | Aliya Mustafina · Madison Kocian · Sophie Scheder                                 |            |
| 16 h 40 |                       | Cyclisme sur piste Omnium                  | Compétition hommes                            | Course scratch 15 km             | -                                                                                 | -          |
| 16 h 40 |                       | Handball Tournoi féminin                   | Compétition femmes                            | Tour préliminaire Poule A        | Norvège 28-27 Roumanie                                                            |            |
| 16 h 50 |                       | Water-polo Tournoi masculin                | Compétition hommes                            | Premier tour Groupe B            | France 9-8 Croatie                                                                |            |
| 17 h    |                       | Boxe Poids moyens (−75 kg)                 | Compétition femmes                            | Phase préliminaire               | -                                                                                 |            |
| 17 h    |                       | Boxe Poids coq (−56 kg)                    | Compétition hommes                            | Phase préliminaire               | -                                                                                 |            |
| 17 h    |                       | Boxe Poids légers (−60 kg)                 | Compétition hommes                            | Demi-finale                      | -                                                                                 |            |
| 17 h    |                       | Boxe Poids super-légers (−64 kg)           | Compétition hommes                            | Phase préliminaire               | -                                                                                 |            |
| 17 h    |                       | Boxe Poids mi-lourds (−81 kg)              | Compétition hommes                            | Quart de finale                  | -                                                                                 |            |
| 17 h    |                       | Escrime Épée par équipes                   | Compétition hommes                            | Petite finale                    | Hongrie 39-37 Ukraine                                                             |            |
| 17 h 5  |                       | Cyclisme sur piste Vitesse individuelle    | Compétition hommes                            | Finale (course 1)                | -                                                                                 | -          |
| 17 h 5  |                       | Volley-ball Tournoi féminin                | Compétition femmes                            | Tour préliminaire Groupe B       | États-Unis 3-1 Chine                                                              |            |
| 17 h 15 |                       | Cyclisme sur piste Vitesse individuelle    | Compétition femmes                            | 16es de finale                   | -                                                                                 | -          |
| 17 h 40 |                       | Cyclisme sur piste Vitesse individuelle    | Compétition hommes                            | Finale (course 2)                | -                                                                                 | -          |
| 17 h 45 |                       | Basket-ball Tournoi féminin                | Compétition femmes                            | Premier tour Groupe B            | Espagne 73-60 Canada                                                              |            |
| 17 h 50 |                       | Cyclisme sur piste Omnium                  | Compétition hommes                            | Poursuite individuelle 4 km      | -                                                                                 | -          |
| 18 h    |                       | Hockey sur gazon Tournoi masculin          | Compétition hommes                            | Quart de finale                  | Pays-Bas 4-0 Australie                                                            |            |
| 18 h 30 |                       | Escrime Épée par équipes                   | Compétition hommes                            | Finale                           | Italie 31-45 France                                                               |            |
| 18 h 45 |                       | Cyclisme sur piste Vitesse individuelle    | Compétition hommes                            | Finale                           | Jason Kenny · Callum Skinner · Denis Dmitriev                                     |            |
| 18 h 50 |                       | Cyclisme sur piste Vitesse individuelle    | Compétition femmes                            | Repêchages des 16es de finale    | -                                                                                 | -          |
| 19 h    |                       | Basket-ball Tournoi masculin               | Compétition hommes                            | Premier tour Groupe A            | Australie 81-56 Venezuela                                                         |            |
| 19 h    |                       | Haltérophilie Plus de 75 kg                | Compétition femmes                            | Finale                           | Meng Suping · Kim Kuk-hyang · Sarah Robles                                        |            |
| 19 h 30 |                       | Badminton Simple                           | Compétition femmes                            | Tours préliminaires              | -                                                                                 | -          |
| 19 h 30 |                       | Badminton Double mixte                     | Compétition mixte (hommes et femmes ensemble) | Quarts de finale                 | -                                                                                 | -          |
| 19 h 30 |                       | Tennis de table Par équipes                | Compétition femmes                            | Demi-finale                      | vs                                                                                |            |
| 19 h 30 |                       | Water-polo Tournoi masculin                | Compétition hommes                            | Premier tour Groupe B            | Monténégro 9-9 Espagne                                                            |            |
| 19 h 40 |                       | Cyclisme sur piste Omnium                  | Compétition hommes                            | Course par élimination           | -                                                                                 | -          |
| 19 h 50 |                       | Handball Tournoi féminin                   | Compétition femmes                            | Tour préliminaire Poule A        | Espagne 26-22 Angola                                                              |            |
| 20 h 30 |                       | Athlétisme Saut en hauteur                 | Compétition hommes                            | Qualifications                   | -                                                                                 | -          |
| 20 h 30 |                       | Hockey sur gazon Tournoi masculin          | Compétition hommes                            | Quart de finale                  | Allemagne 3-2 Nouvelle-Zélande                                                    |            |
| 20 h 30 |                       | Volley-ball Tournoi féminin                | Compétition femmes                            | Tour préliminaire Groupe A       | Japon 3-0 Argentine                                                               |            |
| 20 h 35 |                       | Athlétisme 400 mètres                      | Compétition femmes                            | Demi-finales                     | -                                                                                 | -          |
| 20 h 55 |                       | Athlétisme Triple saut                     | Compétition femmes                            | Finale                           | Caterine Ibarguen · Yulimar Rojas · Olga Rypakova                                 |            |
| 21 h    |                       | Athlétisme 100 mètres                      | Compétition hommes                            | Demi-finales                     | -                                                                                 | -          |
| 21 h 30 |                       | Athlétisme 1 500 mètres                    | Compétition femmes                            | Demi-finales                     | -                                                                                 | -          |
| 21 h 50 |                       | Handball Tournoi féminin                   | Compétition femmes                            | Tour préliminaire Poule B        | Argentine 22-28 Corée du Sud                                                      |            |
| 22 h    |                       | Athlétisme 400 mètres                      | Compétition hommes                            | Finale                           | Wayde van Niekerk · Kirani James · LaShawn Merritt                                |            |
| 22 h 25 |                       | Athlétisme 100 mètres                      | Compétition hommes                            | Finale                           | Usain Bolt · Justin Gatlin · Andre De Grasse                                      |            |
| 22 h 30 |                       | Basket-ball Tournoi masculin               | Compétition hommes                            | Premier tour Groupe A            | Serbie 94-60 Chine                                                                |            |
| 22 h 35 |                       | Volley-ball Tournoi féminin                | Compétition femmes                            | Tour préliminaire Groupe A       | Brésil 3-0 Russie                                                                 |            |
| 23 h    |                       | Beach-volley Tournoi féminin               | Compétition femmes                            | Quarts de finale                 | -                                                                                 | -          |

## Tableaux des médailles
| Rang  | Nation             | Or | Argent | Bronze | Total |
| ----- | ------------------ | -- | ------ | ------ | ----- |
| 1     | Grande-Bretagne    | 5  | 3      | 0      | 8     |
| 2     | Russie             | 3  | 2      | 2      | 7     |
| 3     | États-Unis         | 2  | 3      | 5      | 10    |
| 4     | Chine              | 2  | 2      | 0      | 4     |
| 5     | France             | 2  | 0      | 2      | 4     |
| 6     | Italie             | 1  | 1      | 1      | 3     |
| 7     | Colombie           | 1  | 1      | 0      | 2     |
| 8     | Cuba               | 1  | 0      | 1      | 2     |
| 8     | Ouzbékistan        | 1  | 0      | 1      | 2     |
| 10    | Afrique du Sud     | 1  | 0      | 0      | 1     |
| 10    | Jamaïque           | 1  | 0      | 0      | 1     |
| 10    | Kenya              | 1  | 0      | 0      | 1     |
| 10    | Pays-Bas           | 1  | 0      | 0      | 1     |
| 14    | Brésil             | 0  | 1      | 1      | 2     |
| 14    | Japon              | 0  | 1      | 1      | 2     |
| 14    | Suisse             | 0  | 1      | 1      | 2     |
| 17    | Argentine          | 0  | 1      | 0      | 1     |
| 17    | Bahreïn            | 0  | 1      | 0      | 1     |
| 17    | Corée du Nord      | 0  | 1      | 1      | 2     |
| 17    | Danemark           | 0  | 1      | 0      | 1     |
| 17    | Grenade            | 0  | 1      | 0      | 1     |
| 17    | Suède              | 0  | 1      | 0      | 1     |
| 17    | Venezuela          | 0  | 1      | 0      | 1     |
| 24    | Allemagne          | 0  | 0      | 1      | 1     |
| 24    | Canada             | 0  | 0      | 1      | 1     |
| 24    | Corée du Sud       | 0  | 0      | 1      | 1     |
| 24    | Éthiopie           | 0  | 0      | 1      | 1     |
| 24    | Hongrie            | 0  | 0      | 1      | 1     |
| 24    | Iran               | 0  | 0      | 1      | 1     |
| 24    | Kazakhstan         | 0  | 0      | 1      | 1     |
| 24    | République tchèque | 0  | 0      | 1      | 1     |
| 24    | Norvège            | 0  | 0      | 1      | 1     |
| Total | Total              | 22 | 22     | 24     | 68    |

| Rang  | Nation                           | Or  | Argent | Bronze | Total |
| ----- | -------------------------------- | --- | ------ | ------ | ----- |
| 1     | États-Unis                       | 26  | 21     | 21     | 68    |
| 2     | Grande-Bretagne                  | 15  | 15     | 7      | 37    |
| 3     | Chine                            | 15  | 13     | 16     | 44    |
| 4     | Russie                           | 9   | 11     | 10     | 30    |
| 5     | France                           | 7   | 8      | 7      | 22    |
| 6     | Italie                           | 7   | 8      | 6      | 20    |
| 7     | Australie                        | 7   | 6      | 9      | 22    |
| 8     | Japon                            | 7   | 4      | 17     | 28    |
| 9     | Corée du Sud                     | 6   | 3      | 5      | 14    |
| 10    | Allemagne                        | 5   | 5      | 4      | 14    |
| 11    | Hongrie                          | 5   | 3      | 4      | 12    |
| 12    | Pays-Bas                         | 4   | 2      | 3      | 9     |
| 13    | Espagne                          | 3   | 0      | 2      | 5     |
| 14    | Canada                           | 2   | 2      | 9      | 13    |
| 15    | Kazakhstan                       | 2   | 2      | 4      | 8     |
| 16    | Colombie                         | 2   | 2      | 0      | 4     |
| 17    | Suisse                           | 2   | 1      | 2      | 5     |
| 18    | Belgique                         | 2   | 1      | 1      | 4     |
| 18    | Thaïlande                        | 2   | 1      | 1      | 4     |
| 20    | Croatie                          | 2   | 1      | 0      | 3     |
| 21    | Iran                             | 2   | 0      | 1      | 3     |
| 21    | Jamaïque                         | 2   | 0      | 1      | 3     |
| 22    | Afrique du Sud                   | 1   | 5      | 0      | 6     |
| 22    | Nouvelle-Zélande                 | 1   | 5      | 0      | 6     |
| 24    | Suède                            | 1   | 4      | 1      | 6     |
| 25    | Danemark                         | 1   | 3      | 3      | 7     |
| 26    | Corée du Nord                    | 1   | 3      | 2      | 6     |
| 27    | Brésil                           | 1   | 2      | 3      | 6     |
| 28    | Biélorussie                      | 1   | 2      | 1      | 4     |
| 29    | Kenya                            | 1   | 2      | 0      | 3     |
| 30    | Roumanie                         | 1   | 1      | 2      | 4     |
| 31    | Cuba                             | 1   | 1      | 1      | 3     |
| 31    | Pologne                          | 1   | 1      | 1      | 3     |
| 31    | Slovénie                         | 1   | 1      | 1      | 3     |
| 34    | Argentine                        | 1   | 1      | 0      | 2     |
| 34    | Slovaquie                        | 1   | 1      | 0      | 2     |
| 34    | Viêt Nam                         | 1   | 1      | 0      | 2     |
| 37    | République tchèque               | 1   | 0      | 5      | 6     |
| 38    | Éthiopie                         | 1   | 0      | 3      | 4     |
| 38    | Ouzbékistan                      | 1   | 0      | 3      | 4     |
| 40    | Taipei chinois                   | 1   | 0      | 2      | 3     |
| 41    | Athlètes olympiques indépendants | 1   | 0      | 1      | 2     |
| 41    | Grèce                            | 1   | 0      | 1      | 2     |
| 43    | Fidji                            | 1   | 0      | 0      | 1     |
| 43    | Kosovo                           | 1   | 0      | 0      | 1     |
| 43    | Porto Rico                       | 1   | 0      | 0      | 1     |
| 43    | Singapour                        | 1   | 0      | 0      | 1     |
| 47    | Ukraine                          | 0   | 3      | 1      | 4     |
| 48    | Azerbaïdjan                      | 0   | 2      | 0      | 2     |
| 48    | Indonésie                        | 0   | 2      | 0      | 2     |
| 50    | Lituanie                         | 0   | 1      | 2      | 3     |
| 51    | Géorgie                          | 0   | 1      | 1      | 2     |
| 52    | Bahreïn                          | 0   | 1      | 0      | 1     |
| 52    | Grenade                          | 0   | 1      | 0      | 1     |
| 52    | Irlande                          | 0   | 1      | 0      | 1     |
| 52    | Malaisie                         | 0   | 1      | 0      | 1     |
| 52    | Mongolie                         | 0   | 1      | 0      | 1     |
| 52    | Philippines                      | 0   | 1      | 0      | 1     |
| 52    | Turquie                          | 0   | 1      | 0      | 1     |
| 52    | Venezuela                        | 0   | 1      | 0      | 1     |
| 60    | Norvège                          | 0   | 0      | 3      | 3     |
| 61    | Égypte                           | 0   | 0      | 2      | 2     |
| 61    | Israël                           | 0   | 0      | 2      | 2     |
| 63    | Émirats arabes unis              | 0   | 0      | 1      | 1     |
| 63    | Kirghizistan                     | 0   | 0      | 1      | 1     |
| 63    | Portugal                         | 0   | 0      | 1      | 1     |
| 63    | Tunisie                          | 0   | 0      | 1      | 1     |
| Total | Total                            | 159 | 159    | 175    | 493   |